# Менини, Хоакин
Хоакин Менини (исп. Joaquín Menini, 18 августа 1991, Буэнос-Айрес, Аргентина) — аргентинский хоккеист (хоккей на траве), нападающий. Чемпион летних Олимпийских игр 2016 года, бронзовый призёр чемпионата мира 2014 года, чемпион Америки 2017 года, чемпион Панамериканских игр 2015 года, чемпион Южноамериканских игр 2014 года.

## Биография
Хоакин Менини родился 18 августа 1991 года в Буэнос-Айресе.
До 2014 года играл в хоккей на траве за аргентинский «Феррокариль Митре». Впоследствии выступал в испанском «Кампо» (2014—2016), нидерландских ХГК (2016—2017), «Ден Босхе» (2017—2020) и «Роттердаме» (с июля 2020 года).
В составе юниорской сборной Аргентины в 2012 году завоевал золотую медаль чемпионата Америки в Гвадалахаре.
В 2014—2019 годах выступал за сборную Аргентины, провёл 110 матчей.
В 2014 году завоевал бронзовую медаль чемпионата мира в Гааге.
В том же году стал чемпионом Южноамериканских игр в Сантьяго.
В 2015 году выиграл золотую медаль хоккейного турнира Панамериканских игр.
В 2016 году вошёл в состав сборной Аргентины по хоккею на траве на летних Олимпийских играх в Рио-де-Жанейро и завоевал золотую медаль. Играл на позиции нападающего, провёл 8 матчей, забил 1 мяч в ворота сборной Германии.
В 2017 году стал чемпионом Америки.